# Broletto (Lodi)
Palazzo Broletto – noto semplicemente come Broletto – è un complesso architettonico di Lodi, sede dell'amministrazione comunale della città.

## Architettura ed arte
Accanto alla Cattedrale di Lodi, profondamente rimaneggiato, è posto il Broletto, sede del governo della città. Solo la parete in cotto che si affaccia sull'antico cortile è testimonianza della sua fondazione, da collocare entro il 1284. Le fonti antiche forniscono varie attestazioni di una costruzione probabilmente antecedente all'attuale.
Il 19 gennaio di ogni anno, in occasione delle celebrazioni per la festa di San Bassiano, Patrono di Lodi, la Piazza è tradizionalmente adibita durante la mattinata alla distribuzione della "buseca" (la trippa), il piatto tipico lodigiano, mentre al pomeriggio la folla di cittadini e visitatori può sorseggiare il "vin brulé", vino caldo speziato, offerto dagli Alpini di Lodi.
Presso il Museo Civico è conservata un'iscrizione che dice: "Questo Palazzo fu fatto sotto il regime di Corrado Dé Gonfalonieri di Brescia Capitano della Credenza del popolo lodigiano MCCLXXXIV". Ma Corrado fu podestà a Lodi nel 1293, mentre nel 1284 lo era Loggo degli Agli, fiorentino. È probabile quindi che la lapide celebrasse la fine dei lavori iniziati da Loggo.
La parete superstite è ritmata nella zona inferiore da quattro archi acuti poggianti su pilastri ciclindrici dai capitelli fogliati; a questi corrispondono delle paraste sulla parete muraria. Il piano superiore presenta tre bifore archiacute con motivo decorativo a torciglione e colonnina centrale con capitello, simile a quelli inferiori. Oggi sono tamponate.

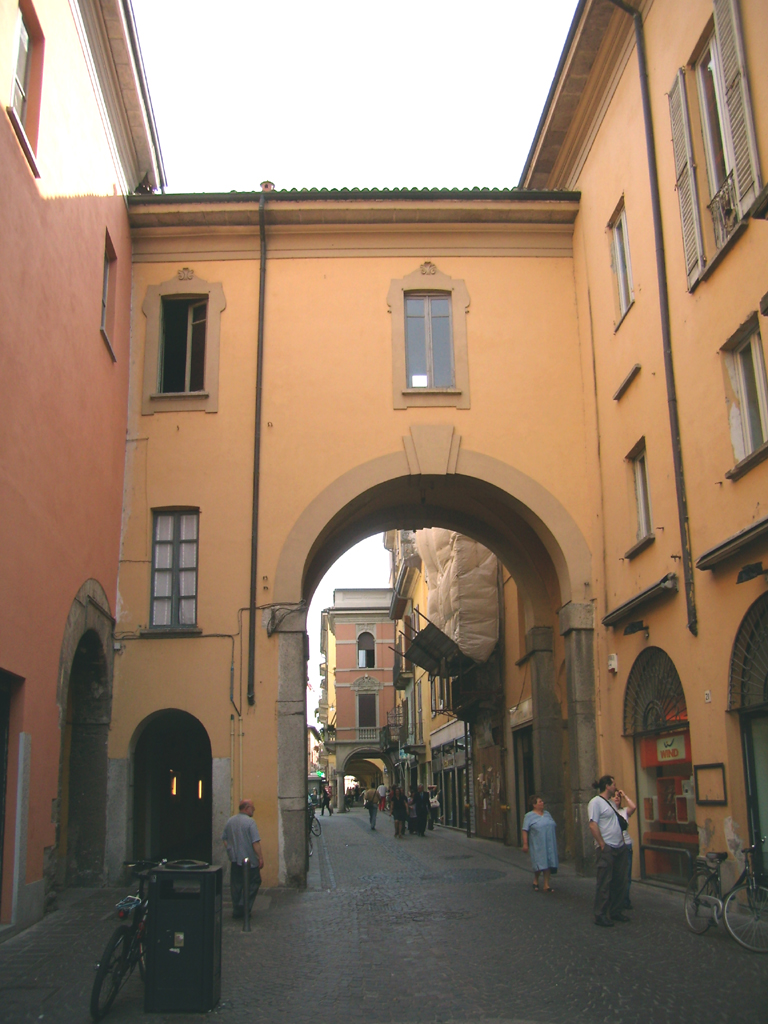
Due ali del complesso architettonico sono poste in comunicazione mediante un passaggio sopraelevato, ribattezzato «il Voltone» dai cittadini lodigiani.

Lo stemma del comune di Lodi

Ha subito diversi rimaneggiamenti nel corso del tempo: nel 1656 viene rifatta una nuova loggia dall'architetto Agostino Pedrazzini e nel XVIII secolo l'edificio muta completamente aspetto. La facciata, nelle forme attuali, è del 1778 ad opera dell'Ingegnere Castelli di Milano. Vi si trovano due busti marmorei realizzati nel 1615: a sinistra Gneo Pompeo Strabone e a destra quello di Federico Barbarossa, copia recente dell'originale.

### Fonte battesimale
Accanto al fianco settentrionale della Cattedrale, nel cortile del Broletto è posto l'antico fonte battesimale della cattedrale donato da Bassiano da Ponte nel 1508. Ricavato da unico blocco di marmo rosa di Verona, presenta forma esterna ottagonale mentre quella interna è quadrilobata; in origine si trovava nella prima cappella destra, poi trasferito altrove, indi ricollocato nel 1772. Nell'Ottocento viene posizionato nel cortile dei canonici passando, negli anni Cinquanta del secondo dopoguerra, in comodato d'uso al Comune di Lodi che qui l'ha collocato.